# Nur Ali (Syria)
Nur Ali (arab. نور علي) – wieś w Syrii, w muhafazie Aleppo, w dystrykcie Ajn al-Arab. W 2004 roku liczyła 251 mieszkańców.